# フェミナチ
フェミナチ (Feminazi) とは、アメリカ合衆国においてフェミニストに批判的な人々が、「急進的・先鋭的な」フェミニストに対して用いた。フェミニズムとナチズムを掛け合わせて生まれた混成語。フェミ・ファシズム(femi-fascism)とも言われる。
発見された最も初期の使用例は、「Feminazis Go Home」というスローガンを使用した反中絶抗議に関するロサンゼルス・タイムズの1989年の記事である。
2000年代にはアメリカ保守派で反フェミニズムのラジオ番組ホストであるラッシュ・リンボーが番組で繰り返し使用したことで広く使用されるようになった。ランボーは2004年に自身の番組のかで中絶を容認するリベラル・フェミニストへの揶揄として、妊娠中絶とナチによるホロコーストを重ね合わせ「フェミナチ」と呼び始めた（リンボー自身は「自分が使い始めた」としている）。アメリカの男女同権論に対し批判的な宗教右派等の間で、フェミニスト全体を指して揶揄する用語として広まった。

## 歴史
1970年代初めには、アメリカの女性雑誌『Ms』の編集主幹でラディカル・フェミニストのグロリア・スタイネムらが、セクシャルハラスメントを提唱した。同じくラディカル・フェミニストのキャサリン・マッキノンは弁護士として様々な裁判を手掛け、『セクシャル・ハラスメント・オブ・ワーキング・ウィメン』(ISBN 4876474486)などで概念を明確化し、法規制に繋がる道を作った第一人者となった。
このとき盛んに使われたのが性的対象化・性的モノ化という語である。京都女子大学現代社会学部教授の江口聡は、性的モノ化・性的客体化・物象化(sexual objectification)は、1970年代以降の第二波フェミニズムの中心的キーワードの一つとしている。性犯罪、セクハラ、売買春、ポルノ、美人コンテスト、各種の「性の商品化」など、フェミニズムがとりあげた数多くの「女性」問題において、男性中心的な社会慣行（家父長制、パターナリズム）における女性の隷属的地位を説明する概念である。キャサリン・マッキノンとアンドレア・ドウォーキンは、『ポルノグラフィと性差別』(ISBN 4250202003)を共同執筆するなど、性的対象化・性的モノ化という語の広範な使用に強い影響を与えた。
なお、売買春の「性の商品化」批判は、キリスト教の純潔教育に代表されるように、「道徳的・モラル的にいけないことである」という理由で古くから批判されており、フェミニズムが確立した考えではない。ラディカル・フェミニズムとキリスト教は「女性のセクシーなファッション」「アダルト産業やその従事者・消費者」を問題とする点は同じだが、理由が異なるため対立している。反フェミニズムを掲げるプロミス・キーパーズのように、キリスト教右派は「ふしだらである、教義にそぐわない」などの道徳や保守的思想で認めないのに対し、ラディカル・フェミニストは「家父長制・パターナリズムに基づく、男性の女性差別や人権侵害が問題である」とし、道徳や保守的思想による非難は否定している。
一般にポルノグラフィは「性的に露骨なもの」「性的に露骨で、淫らで、反道徳的な表現物」と定義されるが、キャサリン・マッキノンとアンドレア・ドウォーキンは、このような定義を批判した。モラルや道徳が理由ではなく、人権侵害にあたるかが重要であり、ポルノグラフィとは「性的に露骨で、かつある集団（女性や子供など）を従属的・差別的・見世物的に描き、現にその集団に被害を与えている表現物」としている。
1975年には、ジーン・マックウェラー『レイプ《強姦》―異常社会の研究』(ASIN B000J9JF62)とスーザン・ブラウンミラー(Susan Brownmiller)『レイプ・踏みにじられた意思（原題：Against Our Will）』(ISBN 4326652306)が出版され、彼女たちは性暴力に対する誤解と偏見を「レイプ神話」として告発した。特に『レイプ・踏みにじられた意思』は「レイプの原因は性欲ではなく、男性グループの女性グループに対する支配である」という主張を一般的にし、2016年時点でも非常に強い影響力をもっている。
スーザン・ブラウンミラーは以下のように主張した。
- 人間以外の動物はレイプをしない。レイプのない文化もある。よってレイプは我々の文化の影響下のものである。
- 我々の文化は男性優位文化（家父長制・パターナリズム）で、男性が女性を支配する必要がある。そのために使われるのがペニスを武器にしたレイプである。
- レイプはセックスや性欲の問題ではなく、文化の影響によって男性はレイプへの指向を学習し、女性に対する暴力を美化・正当化する。

ここからフェミニストの人々が唱える様々なアイディアが派生した。たとえば「男性は暴力的ポルノなどからそうした支配欲を学ぶので、暴力ポルノは規制するべき」などである。キャサリン・マッキノンは区分陳列などのゾーニングによるポルノグラフィ販売を、「ポルノグラフィを許容すること＝生きた人間の搾取を認めること」としており、認めていない。

## 見解
グロリア・スタイネムは、ドイツにおいてフェミニストを弾圧したのはナチスであり、リンボーのこの言葉について「酷い用語で、歴史にも反する用語」であるとして批判している。